# Tok Tok
Tok Tok (àrab: توك توك, Tūk Tūk) és una revista de còmic underground d'Egipte. Va començar a publicar-se l'1 de gener del 2011. El nom està basat en el tuktuk, un sistema de transport de tres rodes.
Els fundadors van ser Shennawy, Makhlouf, Hisham Rahma, Andil i Tawfik. És una de les primeres publicacions satíriques del país, per la qual cosa és una publicació dirigida a adults. Els seus continguts estan formats per historietes curtes. El 2011, va rebre el segon premi a millor publicació independent al Festival Independent de Còmics d'Alger.